# Distretto di Daulo
Il distretto di Daulo, in inglese Daulo District, è un distretto della Papua Nuova Guinea appartenente alla provincia degli Altopiani Orientali. Ha una superficie di 625 km² e 30.000 abitanti (stima nel 2000)

## Geografia antropica

### Suddivisioni amministrative
Il distretto è suddiviso in un'Area di Governo Locale:
- Asaro-Watabung Rural